# ALCO RSC-3
As locomotivas Diesel-Elétrica ALCo RSC-3 foram compradas pela Companhia Paulista de Estradas de Ferro em 1951. Sua chegada marca o início do declino da tração elétrica na Paulista.
Foram baixadas no final dos anos 1970 e início dos 80 após serem substituídas pelas U20C que eram mais econômicas e confiáveis.

## Proprietários Originais

### Locomotivas construída pelaAlco
| Ferrovia                          | Quantidade | Números       | Notas                                                   |
| --------------------------------- | ---------- | ------------- | ------------------------------------------------------- |
| Algerian Railways                 | 5          | DG1-DG5       |                                                         |
| FC Central Uruguayo               | 3          | 1601-1603     |                                                         |
| North Western Railway of Pakistan | 26         | 3301-3326     | depois Pakistan Railways                                |
| Panama Railroad                   | 3          | 901-903       | bitola de 1,524 m                                       |
| Paulista                          | 12         | 550-561       | bitola de 1,600 m                                       |
| Caminhos de Ferro Portugueses     | 5          | 1521–1525     | Série 1520                                              |
| Consolidated Railways of Cuba     | 6          | 1606-1611     |                                                         |
| Seaboard Air Line Railroad        | 12         | 1532–1543     | depois Seaboard Coast Line 1111–1117                    |
| Soo Line Railroad                 | 4          | 372–374, 2380 | 2380 depois de propriedade da Wisconsin Central Railway |
| Total                             | 77         |               |                                                         |

### Locomotivas construída pelaMontreal Locomotive Works
| Ferrovia                            | Quantidade | Números   | Notas                           |
| ----------------------------------- | ---------- | --------- | ------------------------------- |
| New South Wales Government Railways | 20         | 4001–4020 | NSW 40 class                    |
| Pacific Great Eastern Railway       | 8          | 561–568   | depois British Columbia Railway |
| Total                               | 28         |           |                                 |

## Situação Atual
As locomotivas nº 7652, 7658 e 7662 foram baixadas ainda na CP.
A primeira RSC-3 ex-CPEF a ser baixada foi a nº7656 em janeiro de 1977, embora estivesse parada desde meados de 1976. A baixa da nº 7655 (originalmente 7653) e 7660 ocorreu em janeiro de 1978. A locomotiva nº7655 foi renumerada como nº7653 e emprestada à RFFSA até 1981.
A única locomotiva preservada foi comprada pela Ciminas em 1983, sendo posteriomente vendida a Construtora SPA Engenharia na construção da Ferrovia Norte-Sul. Em 19 de abril de 2012 a única ALCo RSC3 em operação leiloada sendo arrematada por 735 mil reais (incluindo comissão do leiloeiro). A mesma encontra-se em operação na Supervia.